# VEIGUES
『VEIGUES』（ヴェイグス、北米タイトル：Veigues: Tactical Gladiator）は、ゲームアーツが開発し1988年12月16日に発売されたPC-8801mkIISR以降の機種対応のアクションシューティングゲーム。
1990年には冗長気味だったステージを短縮してPCエンジンに移植された。発売はビクター音楽産業で開発はビッツラボラトリーが行った。PC-8801mkIISR版は2003年にWindows用ソフトとしてプロジェクトEGGにて配信された。

## ゲーム内容

### システム
ゲーム自体は、サイドビュータイプの強制横スクロールアクションシューティングゲームに分類される。ただ、同社の高度なプログラミング技術によって、当時のパソコンゲームとしては極端に大きなキャラクターが画面上を激しく動き回る点で画期的とされた。しかし同社作品の他の例に漏れず難易度は高く設定されていた。
ヴェイグスは通常、地面の上をローラーダッシュしており、左右キーで前後に移動、ジャンプと下キーを入れた際に方向転換する。クイックターン時には当たり判定がなくなるので、これを利用して敵の攻撃を回避するのがプレイの基本である。なお、ローラーダッシュせずに通常歩行することはできない。
ヴェイグスはダメージを受けるとシールドを消耗するが、これは時間と共に回復する。しかしシールドが消耗しつくして無い時にダメージを受けると、頭部センサーかビームガンかフィールドパンチが破損し、これによって「頭部センサー破損→敵の攻撃方向を知らせる警告が出ない」・「ビームガン破損」・「フィールドパンチ破損」で更に戦況が厳しくなる。
武装は主兵装であるビームガン（進行方向に水平発射される）と発射角度を調節できる迎撃バルカン（ボディバルカンとも）、そして最大の威力を持つフィールドパンチの三種類である。パンチは威力があるものの、最初の内はほとんど衝突寸前の状態で打たねばならず、また発射から攻撃まで僅かにタイムラグが在るため、上手くタイミングを計らないとならない。ビームガンは左右に連射できるが、命中範囲は狭く、また最初の内はかなり威力が小さい。迎撃バルカンは連射性や攻撃対応範囲は広いものの、手動で発射角度を調節しなければならず、最初の内は威力はほとんど気休め程度である。
各エリアをクリアすると敵撃破数によってユニットが補給され、これをパンチ・ジャンプジェット・迎撃バルカン・シールド予備エネルギーのいずれかをプレーヤーの好みで選択して補充する。なおヴェイグスはほとんど本体が完成した時点で実戦投入された…と云う設定で、専用火器であるビームガンは開発が間に合わなかったため、一定エリアをクリアすると、この開発が間に合わなかったビームガンが使えるようになり、強化される。最初の内は頼りない短距離ビーム兵器が、徐々に強化され、最大では巨大な核融合ビームを連射出来るように成る。
最初のエリアではパンチとビームガンだけでもある程度対応できる敵しか現れないが、エリアを進む毎に様々に個性的な敵が登場、特にボスキャラに至っては頭上からビーム攻撃してくる物やアームパンチを繰り出す物・固いシェルを持ち、攻撃する直前まで弱点が出てこないといった具合で変化に富み、雑魚キャラもビームガンやパンチで破壊できない位置（必然的に迎撃バルカンでちまちまと叩くしかない）に現れる物も出るなど、戦況に応じて武器を上手に使い分けないと成らない。
フィールドパンチ攻撃は連発が出来ないが、バグを利用して連発することが出来る（PC8801SRで確認）。難易度の高いゲームをクリアするためのテクニックとして知られている。
- ジャンプ中、着地寸前にパンチを出すと着地後に自動的にもう一度パンチが出る。
- パンチが出る直前にクイックターン入力すると、クイックターン後に自動的にもう一度パンチが出る。

余談だが、当初はアクションゲームとシミュレーションゲームを合わせたようなシステムのゲームとして企画されていたが、途中で殆ど似たゲームシステムを持った「獣神ローガス」（ランダムハウス社）が発売された事で前述の案を破棄、改めて純粋なアクションゲームへと路線変更した経緯を持つ（ちなみに「獣神ローガス」も当初案から企画変更した経緯を持つ）。
開発者のサイト（現在は閉鎖）によると、「ヴェイグスのデザインは、角ばった感じで胸板の鉄板のぶ厚さなど、とにかく武骨にした。腕もフィールドパンチを発動するためだけのものなので、手のマニピュレーターは省略した」と語られていた。

### 武装
右腕　着脱式ビームガンおよびFCS
- GAUSE GUN-GG10
開発国　ドイツ
有効射程750m
出力　1200mps
- PULSE LASER CANNON-PLC2
開発国　スイス
有効射程1500m
出力　12mj
- ASSAULT GAUSE GUN-AGG5
開発国　ドイツ
有効射程1200m
出力　960mps
- PLAZMA RIFLE-PR 2G
開発国　日本
有効射程2250m
出力　100MW
- TWN LASER GUN-DLG 3
開発国　スイス
有効射程2000m
出力　30mj
- PLAZMA CANNON-PC X
開発国　日本
有効射程3000m
出力　225MW

左腕　フィールド・パンチ・システム
- フィールド・パンチ・システムは、ヴェイグスの機体保護に使用されているフィールド・スキン・システムを攻撃に転用したもの。フィールド・スキンで防御されている敵機に最も効果的なダメージを与えられる武装である。6段階ある増幅器は世界各国で開発されている。

胴体　胸部オプチカル・ガンおよび分子解放炉
- オプチカル・ディフェンス・ガン
開発国　アメリカ
エネルギー消費がごく僅かな、荷電粒子を断続的に発射する武装。
- オプチカル・バルカン
開発国　アメリカ
機関砲の様な6門の銃身(エネルギーチューブ)を持つもの。オプチカル・ディフェンス・ガンの改良型と思われる。
- レーザー・ブラスター
開発国　日本
出力の弱かった半導体レーザーを、技術革新により兵器として実用化したもの。
- 分子解放炉
出力2.6GW。エネルギー源は銅。1kgで6時間の作戦行動をとれる。

頭部　各種センサー
- Optical Sighting Eye
- Ultra-Violet Camere
- Infra-Red Camere
- Super Sonar
- 3D-Seraching Rader

### 使用されているオーバーテクノロジー
- Molecule Disintegrater System(分子解放炉)
分子解放炉は物質の分子を切り離し、その分離するマイナスエネルギーを変換、取り出すことができる。不安定な核分裂と違い、安定した物質を分解するだけなので放射能を発生させずにエネルギーを得ることができる。
- Field Skin Generater System（フィールド・スキン・システム）
フィールド・スキン・システムは、皮膚のように機体を包む0.2mmの純粋エネルギーの力場で、物理的攻撃はすべてこれによって遮られ、機体には物理的ダメージが達することはない。物理攻撃に対し無敵に思えるこの防御システムも、攻撃のダメージを吸収・反発する時にエネルギーを失い一時的に弱体化してしまう。弱体化したフィールドは分子解放炉からのエネルギー供給により、多少の時間が掛かるが元の状態に回復する。
元々は敵兵器の防衛システムで、これにより通常兵器を無効化されてしまい人類側は苦戦を強いられた。大量の戦力を投入、多大な犠牲を出しながら鹵獲した敵機動兵器の解析により、ヴェイグスに搭載された。
またフィールドパンチシステムは、同スキンシステムが同系統フィールド間の干渉によって急激に損耗する現象に注目、これを兵器転用したものである。
- Mass/Inertia Neutralizer System（質量/慣性中和システム）
質量/慣性中和システムは、対象物の質量に作用する重力を制御し、質量を軽減させる。軽減したために消失するはずの慣性も制御できる。

### 隠し要素
- 起動ディスクの中には、ミニゲーム「SD-VEIGUES」が収録されていた。
- 特定のキーを押しながら起動することにより、最も簡単な「IWA君にもとけるモード」から、最難関の「SUMしかとけないだろうモード」まで、難易度を上下させることができた。
- 特定のコマンド入力により、スタッフによる裏話を含んだ開発日記を読むことができた。

## ストーリー
西暦2321年10月8日、突如として太平洋沿岸の都市が謎の敵の攻撃にさらされる。
当初、異星人の侵略かと思われたが、太陽系全域をカバーする空間密度探査レーダーには侵入の形跡は認められず、外宇宙からの侵略は否定された。
その後の調査で、南太平洋の深度約100～1000メートルの海底に全長1200キロにも及ぶ高エネルギー反応が発見された。データ分析の結果、敵の基地施設と判明、「ミズガルズサーペント」と命名される。
だが、ミズガルズサーペントを攻撃する武器を持たない人類は、かろうじて撃墜出来た敵の残骸を解析し、敵兵器に対抗、およびミズガルズサーペントを攻撃、破壊が可能な兵器の開発を始めるが、完成までに実に3年の月日を要した。
西暦2324年、数多の犠牲を払い完成した戦術格闘機TG-20D5「ヴェイグス」に最後の希望を託し、作戦名「オペレーション・ラストラリー」が開始される。

## 移植版
| No. | タイトル                               | 発売日               | 対応機種   | 開発元             | 発売元           | メディア                         | 型式              | 備考            |
| --- | -------------------------------------- | -------------------- | ---------- | ------------------ | ---------------- | -------------------------------- | ----------------- | --------------- |
| 1   | ヴェイグス Veigues: Tactical Gladiator | 1990年6月15日 1990年 | PCエンジン | ビッツラボラトリー | ビクター音楽産業 | 3メガビットHuCARD                | JC63005 TGX030045 |                 |
| 2   | ヴェイグス                             | 2003年8月28日        | Windows    | ゲームアーツ       | ボーステック     | ダウンロード （プロジェクトEGG） | -                 | PC-8801版の移植 |

## スタッフ
オリジナル版
- ゲーム・デザイン：もりくまなお
- ストーリー：竹内誠、上坂哲
- グラフィック・デザイン：安住政敏
- ミュージック・コンポーズ：メカノアソシエイツ
- サウンド・システム：縞山ただし、大葉浩美
- デモンストレーション：増渕利道、猫山ニア
- システム・ユーティリティー：もりくまなお、大畑和幸
- メカニック・デザイン：安住政敏、TSUYOSHI TANAKA
- パッケージ・イラスト：末弥純
- エディター：須永有三
- アート・ワーク：上村眞理子
- DOS：猫山ニア
- マネージメント：内田敏幸
- ユーザー・サポート：岡部利香、HARUMI SATO
- テスト・プレイヤー：JARA、SUM
- ディレクター：もりくまなお
- エグゼクティブ・プロデューサー：松田充弘

## 評価
PCエンジン版
- ゲーム誌『ファミコン通信』の「クロスレビュー」では合計20点（満40点）[4]、『月刊PCエンジン』では70・60・65・70・75の平均68点（満100点）、『マル勝PCエンジン』では6・6・7・6の合計25点（満40点）、『PC Engine FAN』の読者投票による「ゲーム通信簿」での評価は以下の通り19.23点（満30点）となっている[1]。また、この得点はPCエンジン全ソフトの中で381位（485本中、1993年時点）となっている[1]。同雑誌1993年10月号特別付録の「PCエンジンオールカタログ'93」では、「キャラが大きいため攻撃回避が難しい」とゲーム性に関して否定的なコメントで紹介されている[1]。

| 項目 | キャラクタ | 音楽 | 操作性 | 熱中度 | お買得度 | オリジナリティ | 総合  |
| 得点 | 3.40       | 3.33 | 3.05   | 3.25   | 2.88     | 3.33           | 19.23 |

- 1998年に刊行されたゲーム誌「超絶 大技林 '98年春版」（徳間書店）では「かなり大味なゲーム」と指摘した他、「キャラが大きいため、攻撃を回避するのはかなり難しい」とゲーム性に関して否定的なコメントで紹介されている[5]。